# Нофрет
Нофре́т (егип. Nfr.t «красавица») — знатная древнеегипетская женщина периода IV династии, супруга принца Рахотепа.

## Биография

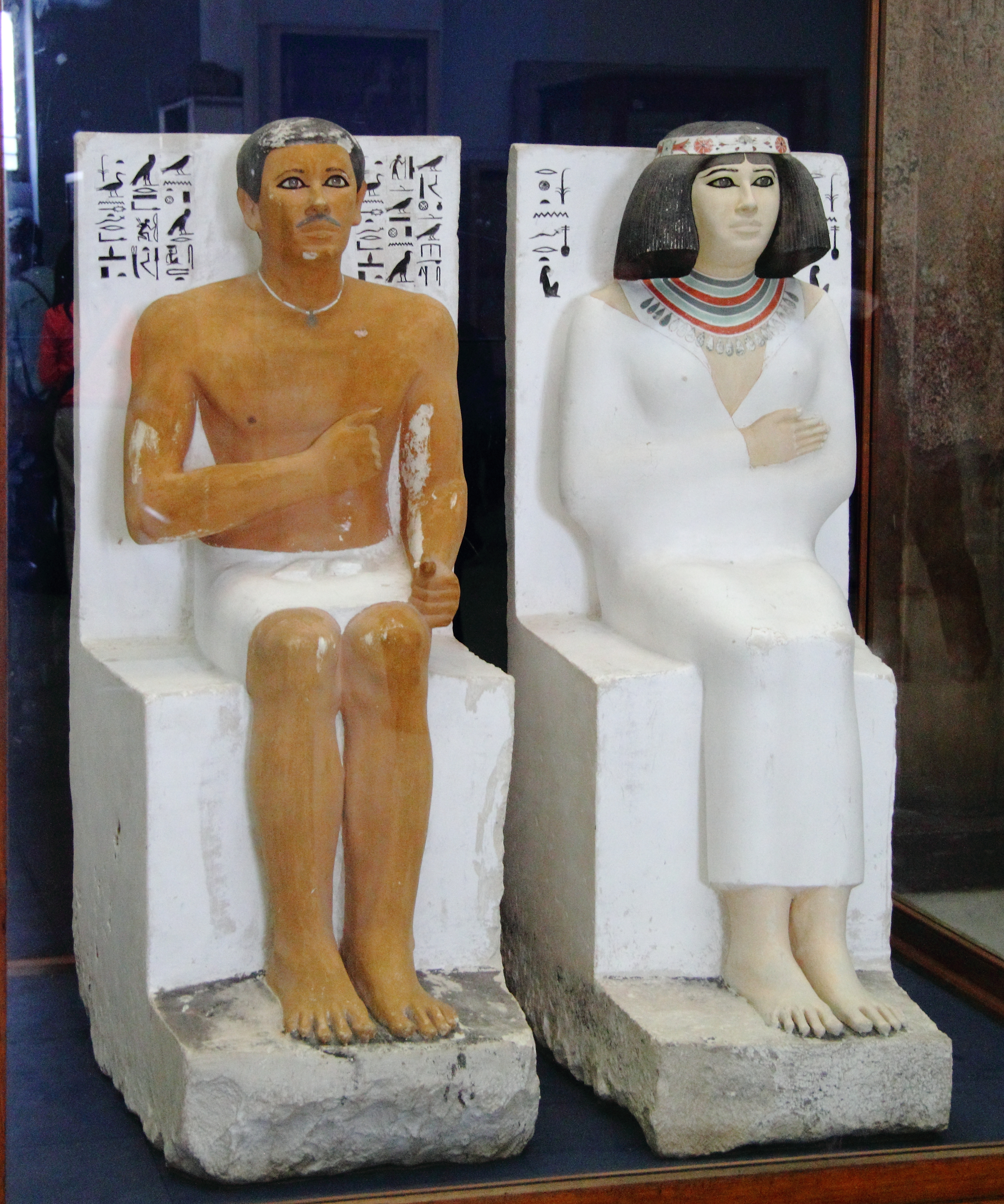
Парная статуя Нофрет и Рахотепа. Каирский музей (зал 32)

Родители Нофрет неизвестны. Она была женой принца Рахотепа, сына фараона Снофру (по мнению Захи Хавасса, его отцом мог быть Хуни) и родила троих дочерей и троих сыновей. Рахотеп скончался в молодом возрасте ещё при жизни отца, поэтому следующим фараоном стал его сводный брат Хуфу.
Нофрет похоронена со своим мужем в мастабе №6 в Мейдуме. На парной статуе она изображена в чёрном парике и с белым лицом. Иероглифическая надпись на спинке статуи называет её «Знакомицей фараона».
В мастабе четы приготовлены две погребальные камеры и два сердаба. Южный сердаб принадлежал Рахотепу, северный — Нофрет. Здесь она изображена с мужем перед столом подношений, а надпись называет её miteret (перевод не известен).

### Дети
Детьми Нофрет и Рахотепа были (у всех один титул):
- «Знакомец фараона» Джеди[англ.]
- «Знакомец фараона» Иту
- «Знакомец фараона» Неферкау
- «Знакомица фараона» Меререт
- «Знакомица фараона» Неджемиб
- «Знакомица фараона» Сетхтет

## Парная статуя
В 1871 году французский египтолог Огюст Мариет обнаружил в мастабе № 6 парную известняковую статую четы. Впервые увидевшие её в тёмной камере чернорабочие испугались, поскольку прекрасно сохранившиеся расписные статуи глядели на них, как живые люди.
В наши дни статуи Нофрет и Рахотепа выставлены в Каирском музее и относятся к одним из наиболее выдающихся образцов древнеегипетского искусства.
Сидящий Рахотеп (высота 121 см) согнул в локте правую руку и поднёс к левой стороне груди, к сердцу, где, согласно верованиям древних египтян, располагалось средоточие мудрости и чувственности; левая рука покоится на колене. На голове изображены коротко постриженные волосы, усы, глаза из белого кварцита обведены чёрной краской; на груди — подвеска с амулетом-сердцем-ib.
Нофрет (статуя высотой 122 см) изображена со скрещенными на животе руками, в облегающем белом платье на широких бретельках по моде Древнего царства и белой накидке. На её голове объёмный парик-каре украшен лентой с растительным орнаментом, а настоящие волосы проглядывают снизу. Глаза выполнены в той же манере, что и у Рахотепа; на груди — широкое ожерелье-воротник усех.
На парной расписной статуе принца Рахотепа начертано шесть столбцов текста, где с 3 по 6 указаны его титулы и обязанности. О Нофрет сказано в крайних столбцах справа и слева. Её имя значится внизу с определением «женщина». Её полное имя звучало «Nsw-r(kh)-t, Nfr-t», где последнее nfr-t переводится «красавица» (окончание t указывает на женский род); nsw-r (kh)-t означает «Знакомица фараона».

## Филателия и нумизматика
Нофрет изображена на египетских марках: 1958 года, 1989 года, 2000 года (стоимость 20 египетских пиастров; № 1669) и на марке Эль-Фуджайра 1966 года (парная статуя).
На банкноте достоинством 20 египетских фунтов водяной знак выполнен в виде головы скульптурного изображения Нофрет.